# بربيت إفريقي
البربيت الأفريقي (الاسم العلمي: Lybius) هو جنس من الطيور يتبع الفصيلة البربيتية من رتبة نقاريات الشكل.

## أنواع البربيت الأفريقي
- بربيت مخطط
- بربيت فايو
- بربيت أبيض الرأس
- بربيت أسود المنقار
- بربيت أسود الطوق
- بربيت أسود الأجنحة
- بربيت أسود الظهر
- بربيت ثنائي التسنن
- بربيت لحوي
- بربيت أسود الظهر
- بربيت شابلني
- بربيت أحمر الوجه